# Boortmeerbeek
Boortmeerbeek là một đô thị ở tỉnh Vlaams-Brabant. Đô thị này bao gồm các thị xã Boortmeerbeek, Schiplaken và Hever. Tại thời điểm ngày 1 tháng 1 năm  2006, Boortmeerbeek có tổng dân số 11.546 người. Tổng diện tích là 18,64 km² với mật độ dân số là 620 người trên mỗi km².